# Maxim Stawiski
Maxim Stawiski (russisch Максим Ставиский, bulgarisch Максим Стависки; * 16. November 1977 in Rostow am Don, Sowjetunion) ist ein ehemaliger bulgarischer Eiskunstläufer, der im Eistanz startete.

## Eiskunstlaufkarriere
Stawiski begann im Alter von vier Jahren mit dem Eiskunstlaufen, da seine Eltern seine Gesundheit verbessern wollten. Bis er sich im Alter von elf Jahren ein Bein brach und deshalb seine Sprungfähigkeit nachließ, war er Einzelläufer. Dann empfahl ihm sein Trainer zur Eistanzgruppe von Natalja Dubowa zu gehen. Seine erste Eistanzpartnerin wurde Anastassija Belowa. Mit ihr trat er für Russland bei der Juniorenweltmeisterschaft 1996 an und belegte den neunten Platz. Am Ende der Saison trennte sich das Eistanzpaar.

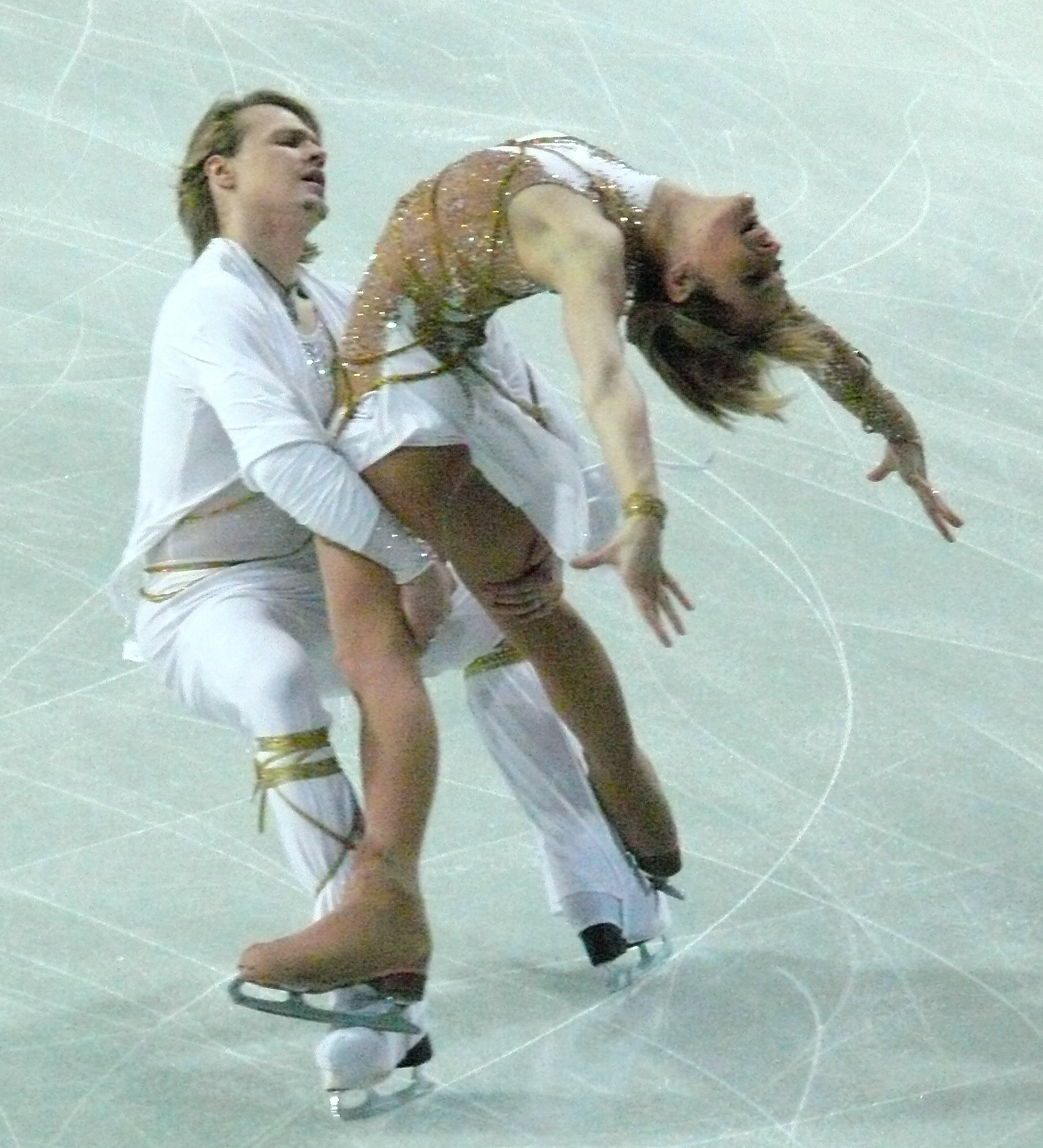
Stawiski und Denkowa bei der Europameisterschaft 2007 in Warschau

Stawiskis neue Eistanzpartnerin wurde nach einem erfolgreichen Probetraining die Bulgarin Albena Denkowa. Stawiski ging mit ihr nach Sofia und wurde bulgarischer Staatsbürger. Auch außerhalb der Eisfläche wurden Stawiski und Denkowa ein Paar. 1997 debütierten sie bereits bei Welt- und Europameisterschaften. Ab dem Jahr 2000 teilten sie ihre Trainingszeit zwischen Sofia und Odinzowo auf. In Odinzowo arbeiteten sie mit Alexander Gorschkow und dem Choreografen Sergei Petuchow zusammen. Eine Lungenentzündung bei Stawiski verhinderte die Teilnahme an der Europameisterschaft 2000. Bei der Weltmeisterschaft wenig später wurde Denkowa von Peter Tschernyschews Schlittschuh das Bein aufgeschlitzt und zwei Sehnen wie auch ein Muskel durchtrennt. Nachdem Denkowa nachfragen ließ, ob Tschernyschews Versicherung für den Schaden aufkommen könnte, wurden sie vom Grand-Prix-Wettbewerb Skate America ausgeladen. 2001 hatten beide vor der Europameisterschaft mit einer Grippe zu kämpfen, außerdem schwoll Denkowas Bein wegen der erlittenen Verletzung im Vorjahr wieder an. Dennoch erreichten sie mit dem achten Platz ihr bis dahin bestes Resultat bei einer internationalen Meisterschaft. Ihre ersten Medaillen gewannen sie im Jahr 2003, als sie in Malmö Vize-Europameister und in Washington WM-Dritte wurden. Es waren die ersten Medaillen für Bulgarien bei Welt- und Europameisterschaften im Eiskunstlauf. 2004 gewannen Stawiski und Denkowa bei der Europameisterschaft in Budapest erneut die Silbermedaille und wurden in Dortmund Vize-Weltmeister. Zuvor hatten sie bereits mit Siegen bei Skate Canada, der NHK Trophy und der Trophée Lalique alle ihre Grand-Prix-Wettbewerbe gewonnen und waren beim Grand-Prix-Finale Zweite geworden.
Nach dem fünften Platz bei der Weltmeisterschaft 2005 beendeten Stawiski und Denkowa die Zusammenarbeit mit Gorschkow und gingen nach Delaware, um bei Natalja Linitschuk und Gennadi Karponossow zu trainieren. 2006 wurden sie in Calgary Weltmeister. 2007 gewannen sie die Bronzemedaille bei der Europameisterschaft und verteidigten ihren Weltmeisterschaftstitel in Tokio. Zuvor hatten sie nach Siegen bei Skate America und der Trophée Eric Bompard erstmals das Grand-Prix-Finale gewonnen. Nach der Saison beendeten sie aufgrund einer Anklage gegen Stawiski ihre Karriere.
Ein Medaillengewinn bei den Olympischen Spielen gelang ihnen nicht. 1998 wurden sie 18., 2002 Siebte und 2006 Fünfte.

## Autounfall und Anklage
Im August 2007 verursachte Stawiski nahe dem Ropotamo auf der Straße zwischen Primorsko und Burgas im betrunkenen Zustand einen Verkehrsunfall, bei dem ein 24-jähriger Mann starb und dessen 18-jährige Verlobte seitdem im Koma liegt. Stawiski hatte 1,1 Promille Alkohol im Blut, erlaubt sind in Bulgarien 0,5 Promille. Sein Auto kollidierte mit dem der Opfer bei einer Geschwindigkeit von 100 km/h. Wenige Minuten zuvor war Stawiski von einer Polizeistreife wegen zu schnellen Fahrens verwarnt worden. Im Januar 2008 wurde er wegen Totschlags und Trunkenheit am Steuer für zwei Jahre Haft auf Bewährung verurteilt. Außerdem muss er an die Familien der Opfer insgesamt 190.000 Lewa Entschädigung zahlen.

## Trainerkarriere
Denkowa und Stawiski arbeiteten 2009 als Choreografen für Brian Joubert. Stawiski arbeitete auch mit Nelli Schiganschina und Alexander Gazsi zusammen. Das Paar hat eine Eiskunstlaufschule in Sofia.

## Persönliches
Stawiski und Denkowa sind seit 2007 verlobt. 2011 kam ihr gemeinsamer Sohn zur Welt.

## Ergebnisse

### Eistanz

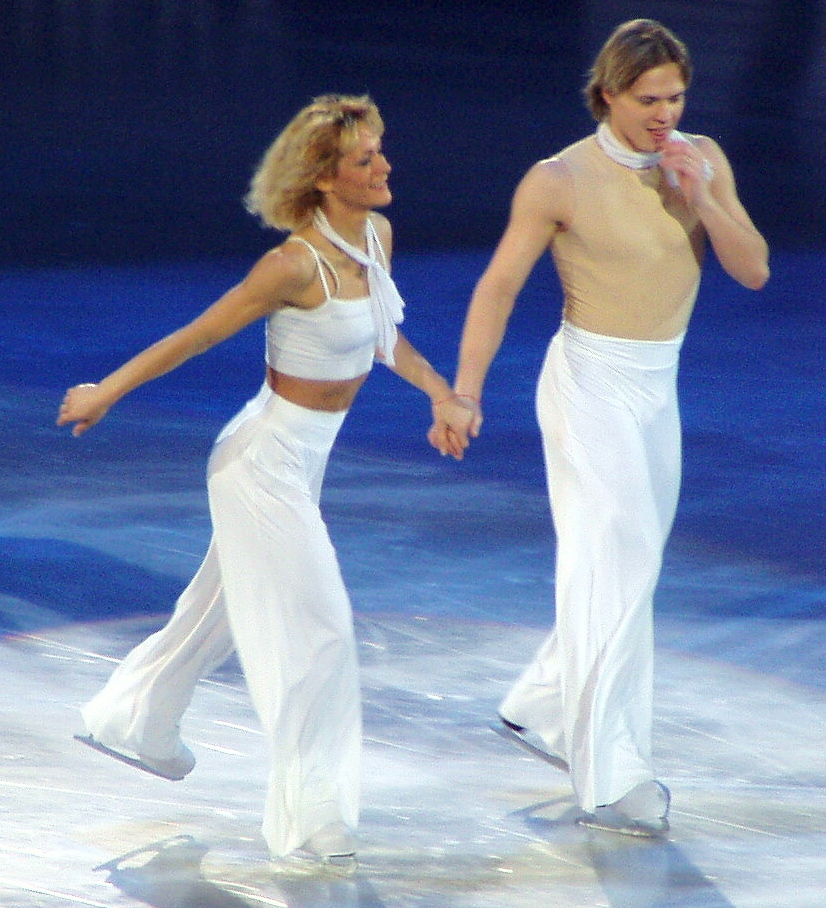
Stawiski und Denkowa bei der Weltmeisterschaft 2004 in Dortmund

(mit Albena Denkowa)
| Meisterschaft / Jahr           | 1997  | 1998  | 1999  | 2000  | 2001  | 2002  | 2003  | 2004  | 2005  | 2006  | 2007  |
| ------------------------------ | ----- | ----- | ----- | ----- | ----- | ----- | ----- | ----- | ----- | ----- | ----- |
| Olympische Winterspiele        |       | 18.   |       |       |       | 7.    |       |       |       | 5.    |       |
| Weltmeisterschaften            | 19.   | 17.   | 11.   | Z     | 10.   | 5.    | 3.    | 2.    | 5.    | 1.    | 1.    |
| Europameisterschaften          | 17.   | 16.   | 9.    | Z     | 8.    | 6.    | 2.    | 2.    | Z     |       | 3.    |
| Bulgarische Meisterschaften    | 1.    | 1.    | 1.    | 1.    | 1.    | 1.    | 1.    | 1.    | 1.    | 1.    | 1.    |
| –                              |       |       |       |       |       |       |       |       |       |       |       |
| Grand-Prix-Wettbewerb / Saison | 96/97 | 97/98 | 98/99 | 99/00 | 00/01 | 01/02 | 02/03 | 03/04 | 04/05 | 05/06 | 06/07 |
| Grand-Prix-Finale              |       |       |       |       |       |       | 3.    | 2.    | 3.    |       | 1.    |
| Skate America                  |       |       |       |       |       |       |       |       |       |       | 1.    |
| Skate Canada                   |       |       | 5.    |       |       | 4.    | 2.    | 1.    |       |       |       |
| Cup of Russia                  |       |       |       |       | 5.    |       | 3.    |       |       |       |       |
| NHK Trophy                     |       |       |       | 6.    |       | 3.    |       | 1.    | 1.    | 2.    |       |
| Trophée Eric Bompard           |       |       |       |       |       | 4.    |       | 1.    | 2.    |       | 1.    |
| Bofrost Cup                    |       |       | 6.    | 3.    |       |       | 1.    |       | 1.    |       |       |

Z = Zurückgezogen